# Sum
A Sum (angol átiratban: Shum, cirill betűkkel: Шум) a Go A ukrán együttes dala, mellyel Ukrajnát képviselték a 2021-es Eurovíziós Dalfesztiválon Rotterdamban. A dalt belső kiválasztás során nyerte el a dalversenyen való indulás jogát.
A dalt később átszabták és a szövegét megváltoztatták. Az átalakított verziót március 9-én mutatták be.

## Eurovíziós Dalfesztivál
2020. február 22-én vált hivatalossá, hogy az ukrán műsorsugárzó által megszervezett nemzeti döntő alatt megszerzett győzelemmel Go A-t választották ki nézők és a szakmai zsűri az ország képviseletére a 2020-as Eurovíziós Dalfesztiválon. Március 18-án az Európai Műsorsugárzók Uniója bejelentette, hogy 2020-ban nem tudják megrendezni a versenyt a COVID–19-koronavírus-világjárvány miatt. Az ukrán műsorsugárzó jóvoltából az együttes lehetőséget kapott az ország képviseletére a következő évben egy új versenydallal. 2021. február 4-én vált hivatalossá, hogy az együttes alábbi dalát választotta ki a szakmai zsűri, amellyel képviselik hazájukat az elkövetkezendő Eurovíziós Dalfesztiválon.
Az Eurovíziós Dalfesztiválon a dalt először a május 18-án rendezett első elődöntőben adják elő, a fellépési sorrendben tizenötödikként, az azeri Efendi Mata Hari című dala után és a máltai Destiny Je Me Casse című dala előtt. Az elődöntőből az második helyezettként sikeresen továbbjutottak a május 22-i döntőbe, ahol fellépési sorrendben tizenkilencedikként léptek fel, a litván The Roop Discoteque című dala után és a francia Barbara Pravi Voilà című dala előtt. A szavazás során a zsűri szavazáson összesítésben kilencedik helyen végeztek 97 ponttal (Litvániától maximális pontot kaptak), míg a nézői szavazáson második helyen végeztek 267 ponttal (Franciaországtól, Izraeltől, Lengyelországtól, Litvániától, Olaszországtól maximális pontot kaptak), így összesítésben 364 ponttal a verseny ötödik helyezettjei lettek.

## A dal háttere
A sum szó szó szerinti jelentése zaj, azonban a dalban az erdő istenéhez intézett, kelet-európai pogány mitológiai rítusról van szó, így jelen esetben a Sum egy megszólítás.

## Incidensek

### Ukrajna második próbája
Ukrajna május 12-i második próbája előtt reggelen az együttes énekesnője, Kateryna Pavlenko rossz közérzetről számolt be. A verseny egészségügyi és biztonsági előírásai alapján az énekesnő a szállodai szobában karanténba helyezték és azonnal PCR tesztet végeztek el. Az együttes tagjait a helyszínen tesztelték, és mindegyikőjük negatív lett, ezért megkezdhették a próbát. Kate helyére Ukrajna stand-in énekese, a holland származású Emmie van Stijn állt be, aki elmondása szerint éppen munkába indult, amikor a hívást kapta, hogy azonnal a helyszínre kéne sietnie. A következő napon negatív eredménye lett Kate PCR tesztjének, így az együttes teljes felállásban versenyezhet az első elődöntőben. van Stijn pozitív reakciókat kapott a teljesítményéért, különösen az ukrán dalszövegek kiejtéséért, így az együttes meghívta, hogy csatlakozzon az green room-ban ukrán delegációhoz az elődöntő során.

### Hibák az első elődöntő zsűris főpróbáján
Az első elődöntő zsűris főpróbáján a román produkció alatt technikai problémák adódtak, ami az első pillanattól észrevehető volt, mivel az énekesnő elcsúszott a ritmussal és lemaradt a dalszöveggel. Később kiderült, hogy az utána fellépő ukrán és máltai produkció alatt is előfordultak technikai problémák (amiket egyébként nem lehetett észrevenni). Az EBU hivatalos közleményében az állt, hogy az in-ear monitorokkal volt probléma, így mindhárom dalt a műsor végén újra előadták.